# Пруди (Первомайський район)
Пруди́ (рос. Пруды) — селище у складі Первомайського району Оренбурзької області, Росія.

## Населення
Населення — 72 особи (2010; 132 у 2002).
Національний склад (станом на 2002 рік):
- казахи — 68 %
- росіяни — 28 %